# Владимирский собор (Луганск)
Свято-Владимирский собор — православный храм в Луганске, второй кафедральный собор Луганской епархии Русской православной церкви (Украинской православной церкви Московского патриархата). Храм освящён во имя Святого Владимира. Вмещает около 3 тысяч человек. При соборе расположен Луганский богословский университет в честь Архистратига Михаила (ранее — Луганская духовная семинария).
Собор имеет форму креста размерами 51×44 м. Высота собора от пола до верха креста 65 м, из них 9 м приходятся на крест. Всего собор венчают 15 куполов разного размера.

## Хронология
В 1992 году жители Луганска обратились к епископу Луганскому и Старобельскому Иоанникию (Кобзеву) за благословением создания приходского совета, назначения настоятеля и организации работ по строительству храма. После получения благословения было проведено собрание приходского совета, на котором председательствовал секретарь Луганского епархиального Управления протоиерей Василий Сомик. Он представил настоятеля будущего храма протоиерея Владимира Конончука. Будущий храм получил название Свято-Владимирский кафедральный собор.
9 апреля 1993 года состоялась торжественная церемония освящения места возведения будущего собора Митрополитом Киевским и всея Украины, Предстоятелем Украинской Православной Церкви Блаженнейшим Владимиром и Архиепископом Луганским и Старобельским Иоанникием.
В мае 1995 года — вынут первый ковш грунта из котлована под фундамент собора.
18 сентября 1996 — начало бетонирования фундаментной плиты, на каркас которой смонтировано свыше 150 т. арматуры. Уложено 2300 м бетона.
25 сентября 1996 — торжественный молебен, закладка капсулы в массив фундаментной плиты с именами проектировщиков, строителей, священнослужителей, благотворителей, принимающих участие в строительстве.
В начале 1999 года — смонтированы бетонные блоки стен подвала в количестве 1655 шт.
В сентябре 2003 года были закончены основные строительные работы, освящены и воздвигнуты купола.
В марте 2006 года закончены основные отделочные работы. Уложены гранитные полы. Стены подготовлены к росписи.
19 марта 2006 года состоялось освящение собора митрополитом Киевским и всея Украины Владимиром (Сабоданом).

## Университет
С 2005 при храме существует духовная семинария.
С 12 декабря 2010 года духовная семинария преобразована в Луганский Богословский Университет в честь Архистратига Михаила. Преобразование было инициировано митрополитом Луганским и Алчевским Иоанникием и формально подтверждено указом № 52 Священного Синода Украинской Православной Церкви.
В университете имеются 2 факультета: богословский и церковного пения.
В университете есть аспирантура и бакалавриат.
На сайте университета (и многих других сайтах) заявлен 4 уровень аккредитации, однако подтверждений этому не приводится.
Выпуск студентов неоднократно освещался в местных СМИ.
23 октября 2023 года университет был преобразован в Межъепархиальный центр подготовки церковных специалистов Луганской епархии.

## Настоятель
Настоятелем собора с самого его заложения является протоиерей Владимир Васильевич Конончук. Он родился 16 ноября 1952 года в селе Малый Скнит Славутского района Хмельницкой области. Образование получил в Одесской духовной семинарии в 1976 году, затем окончил Киевскую Духовную Академию, а в 2007 году — Ужгородскую Богословскую Академию им. Св. Кирилла и Мефодия, где получил звание доктора богословия.
1 августа 1976 года был рукоположён в священнический сан и митрополитом Сергием направлен на пастырское служение в Свято-Петро-Павловский кафедральный собор Ворошиловградской области.
До 1990 года нес послушание на приходах: Николо-Преображенский собор г. Ворошиловграда; Свято-Никольский храм, поселок Должанка; храм Святых равноапостольных Кирилла и Мефодия г. Краснодон.
В 1990 году протоиерей Владимир направлен в Свято-Троицкий храм села Фащевка Антрацитовского р-на Луганской области.
В 1991 году трудами настоятеля был построен новый храм с колокольней, освященный епископом Иоанникием.
В 1992 году назначен настоятелем Свято-Владимирского кафедрального собора в Луганске, в 2005 — ректором Луганского духовного училища. В 2010 в связи с реорганизацией духовного училища в православный университет стал ректором Луганского богословского университета в честь Архистратига Михаила.

Свято-Владимирский кафедральный собор и духовная семинария